# Styela longiducta
Styela longiducta är en sjöpungsart som beskrevs av Monniot 1985. Styela longiducta ingår i släktet Styela och familjen Styelidae.
Artens utbredningsområde är Indiska oceanen. Inga underarter finns listade i Catalogue of Life.